# Дон Баџ
Џон Доналд „Дон“ Баџ (енгл. John Donald "Don" Budge; Оукланд, 13. јун 1915 — Скрантон, Пенсилванија, 26. јануар 2000) је био амерички тенисер. Баџ је први тенисер у историји који је освојио календарски гренд слем (1938), победивши на сва четири највећа турнира у једној години. Он је, такође, рекордер по броју узастопно освојених гренд слемова (6). На почетку каријере био је аматер, а касније је прешао у професионалце. Пензионисао се 1955. године.

## Биографија[2]
Баџ је рођен 13. јуна 1915. године у Калифорнији. Отац му је био фудбалер. Баџ је у младости био заинтересован за друге спортове, али је убрзо схватио да је природно надарен за тенис. Почео је да студира на Калифорнијском универзитету, али га је напустио да би играо тенис за САД. Тада је имао деветнаест година.
Већ са 21 годином игро је на Вимблдону, где га је поразио тада први аматерски играч света, Фред Пери. Баџ је следеће године преузео ту титулу од Перија, након што је овај постао професионалац. Te године је, такође, освојио Вимблдон у све три конкуренције (појединачно, парови и мешовити парови) и донео титулу Дејвис куп тиму САД када је победио Готфрида фон Крама из Нацистичке Немачке резултатом 3:2.
Следеће, 1938. године, Баџ је ушао у тениску историју тако што је постао први играч који је освојио сва четири гренд слем турнира у једној години. До данас, његов успех (у мушкој конкуренцији) поновио је само Род Лејвер (1962. и 1969). Баџ је током 1937. и 1938. победио у 92 узастопна меча.
Баџ је постао професионалац 1939. године. Током Другог светског рата служио је у ваздухопловној јединици, где је приликом једне вежбе повредио раме, што га је заувек онемогућило да се врати на свој најбољи ниво. Пензионисао се 1955, а 1964. примљен је у Тениску кућу славних.
Баџову игру карактерисао је моћан сервис и одличан бекхенд. Такође је остао упамћен по изузетно пристојном понашању на терену, без излива беса и свађа са судијама.
Баџ је 1999. возећи ударио у дрво. Од те повреде никад се није опоравио и умро је неколико месеци касније, у јануару 2000. Имао је жену Лоријел и два сина, Дејвида и Џефрија.

## Аматерски гренд слем турнири[б]— појединачно (6:1)[3]
| Исход  | Година | Турнир               | Противник        | Резултат                 |
| ------ | ------ | -------------------- | ---------------- | ------------------------ |
| Пораз  | 1936.  | Првенство САД        | Фред Пери        | 6:2, 2:6, 6:8, 6:1, 8:10 |
| Победа | 1937.  | Вимблдон             | Готфрид фон Крам | 6:3, 6:4, 6:2            |
| Победа | 1937.  | Првенство САД        | Готфрид фон Крам | 6:1, 7:9, 6:1, 3:6, 6:1  |
| Победа | 1938.  | Првенство Аустралије | Џон Бромвич      | 6:4, 6:2, 6:1            |
| Победа | 1938.  | Ролан Гарос          | Родерих Мензел   | 6:3, 6:2, 6:4            |
| Победа | 1938.  | Вимблдон             | Бани Остин       | 6:1, 6:0, 6:3            |
| Победа | 1938.  | Првенство САД        | Еуген Мако       | 6:3, 6:8, 6:2, 6:1       |

## Професионални гренд слем турнири — појединачно (4:4)
| Исход  | Година | Турнир                            | Противник      | Резултат                 |
| ------ | ------ | --------------------------------- | -------------- | ------------------------ |
| Победа | 1939.  | Професионално првенство Француске | Елсворт Вајнс  | 6:2, 7:5, 6:3            |
| Победа | 1939.  | Вембли                            | Ханс Нислајн   | 13:11, 2:6, 6:4          |
| Победа | 1940.  | Професионално првенство САД       | Фред Пери      | 6:3, 5:7, 6:4, 6:3       |
| Победа | 1942.  | Професионално првенство САД       | Боби Ригз      | 6:2, 6:2, 6:2            |
| Пораз  | 1946.  | Професионално првенство САД       | Боби Ригз      | 3:6, 1:6, 1:6            |
| Пораз  | 1947.  | Професионално првенство САД       | Боби Ригз      | 6:3, 3:6, 8:10, 6:4, 3:6 |
| Пораз  | 1949.  | Професионално првенство САД       | Боби Ригз      | 7:9, 6:3, 3:6, 5:7       |
| Пораз  | 1953.  | Професионално првенство САД       | Панчо Гонзалез | 6:4, 4:6, 5:7, 2:6       |